# Ectropis excusaria
Ectropis excusaria là một loài bướm đêm trong họ Geometridae.